# Manuel Antonio Astete
Manuel Antonio Astete fue un político peruano. 
En 1884 formó parte de la Asamblea Constituyente convocada por el presidente Miguel Iglesias luego de la firma del Tratado de Ancón que puso fin a la Guerra del Pacífico. Esta asamblea no sólo ratificó dicho tratado sino también ratificó como presidente provisional a Miguel Iglesias, lo que condujo a la Guerra civil peruana de 1884-1885.
Antiguo estudiante de la Universidad de San Antonio Abad, Luis E. Valcárcel lo señala como partícipe de la huelga estudiantil de 1909 que motivó la renuncia de Eliseo Araujo al rectorado y la reforma de la universidad.